# Evangelie der Waarheid
Het Evangelie der Waarheid is een gnostisch geschrift. Een Koptische vertaling maakte deel uit van de vondst van de Nag Hammadigeschriften in 1945. Er moet een oorspronkelijk Griekse tekst zijn geweest, maar daar is nooit iets van gevonden.
Het werk behoort duidelijk tot de teksten die ontstaan moeten zijn in de gnostische beweging die aangeduid wordt als het valentinianisme. De grondlegger van die beweging is Valentinus (overleden na 155).
Ireneüs van Lyon (ca.140-202) schreef in Adversus Haereses (Tegen de ketters) dat de valentinianen een onlangs door hen vervaardigd boek het Evangelie der Waarheid noemen, hoewel het in niets met de evangeliën van de apostelen overeenstemt. Pseudo-Tertullianus, de naam voor een onbekende auteur van een appendix bij een werk van Tertullianus, schreef omstreeks 270 in Adversus Omnes Haereses dit boek aan Valentinus zelf toe. Hoewel volstrekte zekerheid ontbreekt, zijn ook de meeste auteurs op het vakgebied geneigd Valentinus als de auteur te beschouwen. De oorspronkelijk Griekse tekst moet dus uit omstreeks het midden van de tweede eeuw dateren. 
Het is een heel ander soort tekst dan die van de canonieke evangeliën. Een beschrijving van het leven van Jezus ontbreekt geheel.  Het heeft  een sterk meditatief karakter. Het werk zelf heeft geen titel. De naam is ontleend aan de eerste zin van het geschrift Het Evangelie der Waarheid is een vreugd voor wie van de Vader der Waarheid de genade ontvangen hebben om Hem te kennen door de macht van het Woord... Het wordt op het vakgebied als het literaire meesterwerk van de gnostische literatuur beschouwd.

## Algemene noties
De valentinianen gingen uit van een drieledige werkelijkheid. Die was verdeeld in een pneumatische wereld (de goddelijke wereld), een psychische wereld (de wereld van de demiurg) en een stoffelijke wereld (de onvolmaakte zichtbare wereld met al het kwaad,  die in de gnostiek gecreëerd  wordt door de demiurg). De goddelijke wereld wordt in alle gnostische stromingen aangeduid met het woord pleroma. Het is de benaming voor de volheid, de structuur en verblijfplaats van de goddelijke wereld. Er zijn binnen de gnostiek en ook zelfs binnen het valentinianisme meerdere constructies van een pleroma. In de meeste gnostische constructies is sprake van een top van het pleroma, dat bestaat uit drie hypostasen, goddelijke zijnsvormen, die te vergelijken zijn met de drie-eenheid van het orthodoxe christendom. Het handelt dan om de figuur van een onkenbare, niet te bevatten Vader, een Moeder en een Zoon. In alle gnostische teksten over het pleroma verschijnen dan eonen. Dat zijn emanaties van de Moeder en de Zoon. Het zijn goddelijke krachten van een lagere orde.

## Essentie van de inhoud
In het Evangelie der Waarheid was het gehele pleroma aanvankelijk in onbewuste toestand in de Vader aanwezig en de eonen zijn in God zelf ingesloten als gedachten en gevoelens. In de tekst wordt verhaald dat in de onkenbare Vader iets ontstaat dat onwetend van Hem is. Die onwetendheid bracht angst voort en daaruit ontstaat de Dwaling, die in dit verhaal de rol van de demiurg heeft. Zij maakte de onwetendheid nog groter tot een vorm van mist. Mist is ook de materie waarmee zij een eigen volstrekt onvolmaakte schepping creëert. Zowel de eonen als de mensen waren onwetend van de hoogste God.  De auteur merkt daarover in de tekst op, dat  de vergetelheid die eigen is aan de Dwaling niet door de Vader is gemanifesteerd. Zij is niet een licht afkomstig van de Vader. Vergetelheid is niet ontstaan uit de Vader, maar zij ontstond vanwege Hem. In de tekst wordt ook uitgelegd, dat de onwetendheid een voorwaarde was in het proces om tot de zoektocht naar God te geraken.  Niet dat de Vader hen  de volkomenheid misgunde, want waarom zou Hij Zijn ledematen iets misgunnen? Maar had deze eon volkomenheid meegekregen, dan zouden zij niet tot de Vader gekomen zijn. 
Een pre-existente Christus, die Logos of de Zoon wordt genoemd treedt als eerste uit de Vader. Hij spreekt de eonen aan met de woorden van hun gedachten en gevoelens en heft daarmee hun onwetendheid op. In het boek wisselt de lijn van het verhaal voortdurend tussen de goddelijke en de aardse wereld. Dat is essentieel voor de beschreven rol van de verlossing door Christus in zowel de goddelijke als de aardse wereld. Als Christus naar de aarde daalt, wordt de Dwaling boos en kruisigt hem. 
 Daarom was de Dwaling op hem verbolgen en achtervolgde hem. Zij kwam door hem in het nauw en werd vernietigd. Hij werd aan boom gespijkerd en werd zo de vrucht van de kennis van de Vader. Deze vrucht richtte zich echter niet te gronde als men ervan at, integendeel, aan wie ervan aten schonk het echt bestaan. Zij verheugden zich over de vondst, want Hij vond hen in zich en zij vonden Hem in zich.
Hiermee creëert de auteur een beeld, dat een volledige omkering is van de in Genesis beschreven situatie, waarin God Adam en Eva verbiedt te eten van de boom van de kennis van goed en kwaad. Een centrale notie in de gnostiek is dan ook, dat het kwaad in deze wereld niet is ontstaan als gevolg van de zondeval door de overtreding van dit verbod, maar door de demiurg.  
De kruisiging van Christus heeft de vernietiging van de Dwaling tot gevolg. Het tweede gevolg is de gift van de gnosis. 
In de volgende delen van het verhaal handelt het om de gevolgen. Het beschrijft hoe de eenheid met de Vader hersteld is en schetst een beeld van het leven in de Volheid der Hemelen als een Plaats van Rust voor hen die de gnosis hebben ontvangen. Het sluit af met een relaas over de relatie tussen de Vader en de Zoon, die een essentiële eenheid vormen. Aan het eind richt de auteur zich in de eerste persoon tot de lezers. Wat de overigen aangaat, mogen zij hun eigen plaats kennen, want mij past het niet over iets naders te spreken nu ik in de Plaats van Rust ben komen te verkeren.  